# Javier Tebas
Xavier Tebas Medrano, plus connu comme Javier Tebas, né le 31 juillet 1962 à San José au Costa Rica, est un avocat espagnol. Il est considéré comme étant un des dirigeants les plus influents du football espagnol. Il préside la Liga Nacional de Fútbol Profesional depuis 2013, il a été réélu pour un quatrième mandat en décembre 2023 jusqu'en 2027,. Tebas a promis que ce serait son dernier mandat.

## Biographie
Lors du Forum "Défense de l'écosystème du football européen" de La Vanguardia en mars 2023, le modérateur du débat a demandé à Javier Tebas si son vrai nom officiel était "Xavier" en catalan. Et Tebas a répondu oui. Il a dit que toute sa famille l'appelait Xavi et qu'à l'école on l'appelait aussi "Xavi",.
Licencié en Droit de l'Université de Saragosse, Javier Tebas était délégué provincial à Huesca des jeunesses du parti Fuerza Nueva. Il entre dans le monde du football en devenant président du SD Huesca en 1993, poste qu'il quitte en 1998. Sous sa présidence, Huesca est promu en Segunda división B et les structures du club sont professionnalisées.
Sa spécialisation en droit des affaires, du sport et de l'insolvabilité lui a permis de conseiller et de représenter de nombreux clubs de football tout au long de sa carrière et de créer un cabinet d'avocats spécialisé dans le monde du sport.
À travers son étude d'avocat, il conseille l'animateur de télévision argentin Marcelo Tinelli lors de l'achat du CD Badajoz. Lorsque Tinelli abandonne le projet en 2000, c'est Javier Tebas qui occupe la présidence du club jusqu'en 2002 et la vente du club à l'homme d'affaires portugais Antonio Barradas.
Javier Tebas est élu vice-président de la Liga Nacional de Fútbol Profesional en 2001, en tant que représentant du CD Badajoz. Bien qu'il ait été parfois désigné comme le responsable de la disparition du club dix ans après en être parti, le fait est que les dettes de Badajoz n'ont pas augmenté durant sa présidence.
En 2003, il est élu représentant du G-30, groupe qui réunit trente clubs de première et deuxième division afin de négocier conjointement les droits de télévision et obtenir un partage plus équitable.
Les années suivantesn Javier Tebas a ensuite assesseur de plusieurs clubs tels que Majorque, Betis, Xerez, Rayo Vallecano, Granada, Real Valladolid, Huesca, et il assure la défense légale du controversé homme d'affaires ukrainien Dmitry Piterman, propriétaire du Deportivo Alavés.
Le 26 avril 2013, Javier Tebas a été élu président de la Liga Nacional de Fútbol Profesional, recueillant l'appui de 32 des 42 clubs ayant le droit de vote. En 2019, il a été réélu pour un troisième mandat jusqu'en 2024.
En janvier 2018, la Serie A italienne lui a fait une offre pour devenir son directeur et mettre à profit ses connaissances pour enrayer la tendance à la baisse du football italien dans le contexte mondial. Les clubs de LaLiga ont réagi en approuvant par 35 voix sur 42 possibles une augmentation de salaire liée à une clause de non-concurrence qui empêcherait Tebas de rejoindre toute autre ligue dans le monde.

## Vie de famille
Tebas est issu d'une famille catholique de Huesca : son père était militaire et sa mère, une psychologue et pédagogue, Gloria Medrano Mir, était professeur à l'université de Saragosse. Il est né et a passé sa petite enfance à San José (Costa Rica), où ses parents s'étaient installés pour leur travail, avant de revenir en Espagne lorsqu'il avait quatre ans.
Il est père de quatre enfants et est marié à l'économiste Marta Coiduras, qui est également associée dans son cabinet professionnel.

## Président de la LaLiga
L'arrivée de Javier Tebas à la présidence de la Liga Nacional de Fútbol Profesional suppose un changement radical dans la politique de la LaLiga. Tebas rompt avec le profil effacé et la discrétion des précédents dirigeants de la Liga Nacional de Fútbol Profesional et assume une importante exposition médiatique avec des déclarations souvent polémiques.

### Contrôle économique
L'endettement élevé des clubs conséquence de pratiques irresponsables au cours des dix dernières années, amène LaLiga à imposer à ses associés des mesures strictes de contrôle économique et financier. Pour mener cette tâche à bien, Javier Tebas désigne Javier Gómez, ex-vice-président de Valence CF, qui devient son bras droit et directeur général ayant la responsabilité d'appliquer les nouvelles dispositions internes.
Les politiques de ratios financiers ont pour objectif la rationalisation de la gestion budgétaire afin de réduire les dettes, en particulier avec le fisc.
L'application stricte du contrôle économique provoque la polémique avec les supporteurs des clubs pénalisés. En août 2014, les supporteurs du Real Murcie se mobilisent contre la relégation administrative du club par la LaLiga en raison du manquement au règlement de contrôle économique. Au début de la saison 2014-2015, la LaLiga ne permet pas l'inscription du joueur Pedro León par Getafe CF car le club a dépassé la limite salariale établie.
Après un an d'application de la nouvelle normative, en date du 30 juin 2014, LaLiga annonce que la dette avec le fisc a été réduite de 25%, passant de 647 millions d'euros à 482.

### Contre les matchs truqués
Depuis son étape à la vice-présidence de la LaLiga, Javier Tebas dénonce publiquement l'existence de matchs arrangés et veut y mettre un terme. Une fois à la présidence, Tebas confirme cet objectif comme étant prioritaire et met en marche un nouveau département pour l'intégrité dirigé par Manuel Quintanar, ex-sous-délégué du gouvernement à Madrid, qui mène la prévention et la répression des matchs truqués.
En juillet 2013, Tebas annonce que le match entre le Racing de Santander et l'Hércules d'Alicante était truqué selon un rapport élaboré par des sociétés de paris. La justice s'est saisie de cette affaire. Une autre affaire concerne le match de 2011 entre Levante UD et le Real Saragosse. Tous les joueurs, entraîneurs et dirigeants impliqués dans ce match ont été mis en examen.

### Droits audiovisuels
En 2003, Javier Tebas est un des principaux promoteurs du G-30, un groupe de clubs unis pour la vente de leurs droits audiovisuels. Tebas est favorable à la vente centralisée au travers de la LaLiga. Il parvient à réduire progressivement la différence de revenus entre les grands clubs et les clubs plus modestes.
Le 30 avril 2015, le Gouvernement espagnol approuve une loi qui régule la vente centralisée des droits de télévision. Après des années de négociation et de luttes internes, cette loi est reçue par le football professionnel espagnol comme un événement historique où le rôle de Tebas a été décisif.
L'action de Tebas sur les droits audiovisuels étant reconnue jusqu'en Italie, des sources journalistiques indiquent début février 2018 que LaLiga envisage de "blinder" le contrat de Tebas, convoité par la Serie A.

### Contre la violence dans les stades
Après la mort le 30 novembre 2014 d'un supporter ultra du Deportivo La Corogne aux mains d'un groupe néo-nazi de l'Atlético de Madrid, Javier Tebas réagit en annonçant de nouvelles mesures contre la violence dans le football. Une commission qui réunit les institutions de l'État et du sport s'accorde pour appliquer la loi contre la violence dans le sport et prendre des mesures pour fermer partiellement les stades. Malgré la polémique que suscite le manque d'implication d'Ángel María Villar, président de la Fédération espagnole de football, de nouvelles sanctions et mesures sont instaurées contre les insultes et les clubs qui accueillent des supporters violents.
Il démissionne de son poste de Président de LaLiga le 2 décembre 2019.
Alors que les élections pour désigner le nouveau patron de la Ligue espagnole étaient initialement prévues pour octobre 2020, Javier Tebas a repris la tête de cette compétition dès le 23 décembre 2019 grâce à des élections anticipées.
Lors de la pandémie du Covid-19 en 2020, il a projeté de reprendre le championnat au plus tôt le 28 mai et au plus tard le 28 juin 2020 pour le clore le plus rapidement possible.

## Politique
Au milieu des années 1970, il appartient au parti d'extrême-droite Fuerza Nueva visant à soutenir les idéologies franquistes. Très attaché aux traditions espagnoles, Javier Tebas est un grand adepte de la tauromachie mais aussi un fervent militant anti-avortement. En 2019, Javier Tebas donne publiquement son soutien au parti ultraconservateur Vox.